# Caligo menes
Caligo menes är en fjärilsart som beskrevs av Hans Fruhstorfer 1903. Caligo menes ingår i släktet Caligo och familjen praktfjärilar. Inga underarter finns listade i Catalogue of Life.